# Śliwice (gmina)
Śliwice – gmina wiejska w Polsce położona w województwie kujawsko-pomorskim, w powiecie tucholskim. W latach 1975–1998 gmina administracyjnie należała do województwa bydgoskiego.
W skład gminy wchodzi 17 sołectw: Brzeźno, Brzozowe Błota, Byłyczek, Krąg, Laski, Linówek, Lińsk, Lipowa, Lisiny, Lubocień,
Łąski Piec, Okoniny, Okoniny Nadjeziorne, Rosochatka, Śliwice, Śliwiczki, Zwierzyniec oraz wieś Główka.
Siedziba gminy to Śliwice.
Według danych z 30 czerwca 2007 gminę zamieszkiwały 5463 osoby.
Według danych z 2014 roku gminę zamieszkiwały 5592 osoby.

## Struktura powierzchni
Według danych z roku 2005 gmina Śliwice ma obszar 174,75 km², w tym:
- użytki rolne: 25%
- użytki leśne: 65%

Gmina stanowi 16,25% powierzchni powiatu.

## Demografia

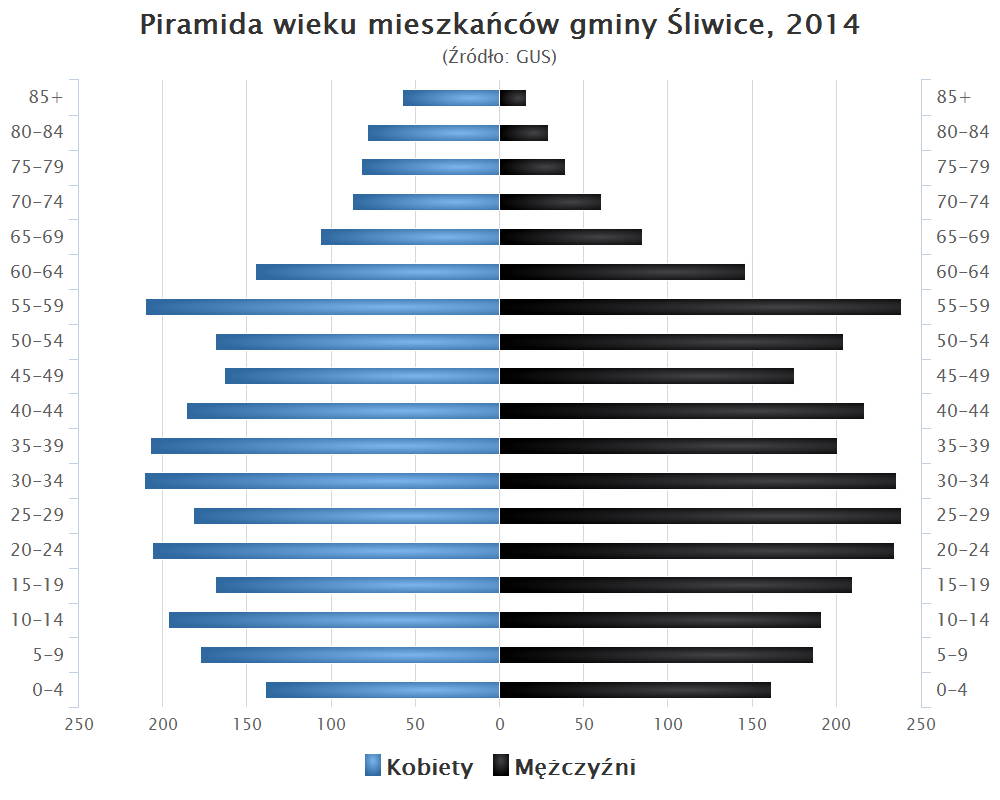
Piramida wieku mieszkańców gminy Śliwice w 2014 roku

Dane z 30 czerwca 2007:
| Opis                              | Ogółem | Ogółem | Kobiety | Kobiety | Mężczyźni | Mężczyźni |
| --------------------------------- | ------ | ------ | ------- | ------- | --------- | --------- |
| jednostka                         | osób   | %      | osób    | %       | osób      | %         |
| populacja                         | 5463   | 100    | 2712    | 49,6    | 2751      | 50,4      |
| gęstość zaludnienia (mieszk./km²) | 31,3   | 31,3   | 15,5    | 15,5    | 15,8      | 15,8      |

## Zabytki
Wykaz zarejestrowanych zabytków nieruchomych na terenie gminy:
- zespół kościelny parafii pod wezwaniem św. Katarzyny w Śliwicach, obejmujący: kościół z 1830; cmentarz przykościelny; grotę Matki Boskiej z Lourdes z 1908; ogrodzenie z bramami z 1830, nr A/268 z 30.11.2004 roku
- cmentarz rzymskokatolicki z połowy XIX w. w Śliwicach, nr A/1089 z 24.11.1993 roku.

## Drogi dojazdowe
Drogi dojazdowe do gminy:
- 22
- 237

## Sąsiednie gminy
Cekcyn, Czersk, Osie, Osieczna, Osiek, Tuchola